# 青梅大祭
青梅大祭（おうめたいさい）は、毎年5月2日から5月3日にかけて東京都青梅市で行われる祭りのこと。住吉神社青梅大祭、青梅祭り、住吉祭礼などとも呼ばれる。青梅市では最大規模の祭り。

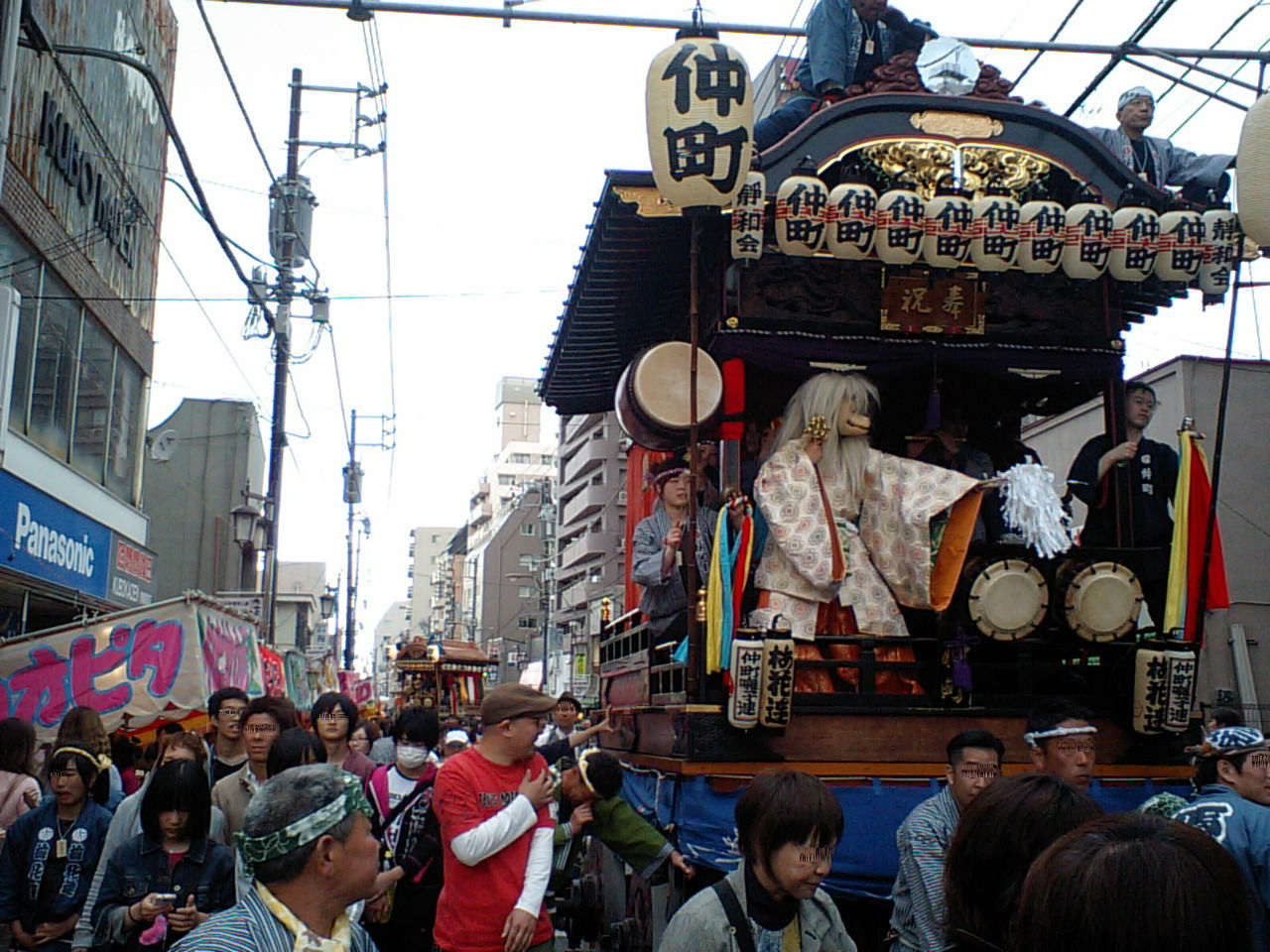
青梅大祭の山車

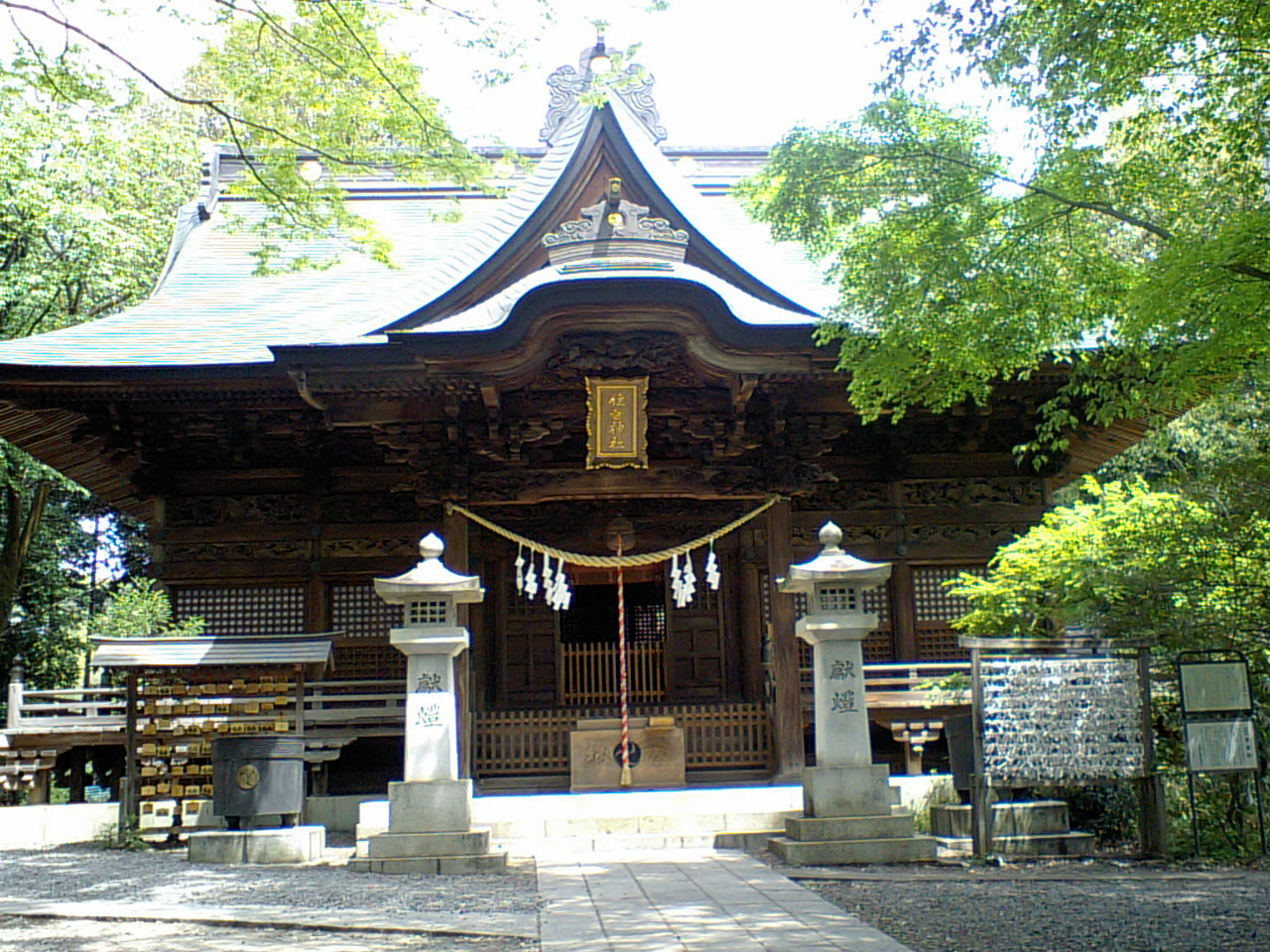
住吉神社

## 歴史
青梅大祭が催される住吉神社は1369年（応安2年）に延命寺の創建にあたり、寺背の稲荷山に住吉大社（摂津国）の神を勧請したことが始まりであった。1513年（永正10年）には拝殿を改修し、完成を祝って氏子であった五町が祭礼を行ったのが青梅大祭の起源とされている。山車が曳かれるようになったのは1872年（明治5年）になる。1971年（昭和46年）までは旧暦の3月28日（新暦の4月28日）に行われていた（山車が曳かれるのは前日とこの日）。翌年以降は、5月2日に住吉神社で神事を行い、この日と翌3日の両日に山車が曳かれるようになった。中止になったのは明治天皇の崩御や太平洋戦争の時期、2011年の東日本大震災による開催自粛、2020年～2022年の新型コロナウイルスの影響によるものであった。
2023年には4年ぶりに青梅大祭が催された。

## 祭りの様子
5月3日（本祭）には、青梅駅前の広範囲の道路を通行止め（青梅市勝沼にある青梅信用金庫本店付近の勝沼交差点～青梅市日向和田の青梅警察署日向和田駐在所先の和田橋交差点など）にして、計12の山車が曳かれる。前日の5月2日（宵宮祭）には、勝沼交差点から文化交流センター（旧・青梅市民会館）前交差点まで午後より交通規制が行われる。また、街道の両側には多くの露店が立ち並び、大勢の人で賑わう。山車に乗る囃子は大太鼓一人、小太鼓（締め太鼓）二人、笛一人、鉦一人の五人囃子で踊り手が一・二人加わる。山車同士または山車が練り歩く途中に居囃子がいる場所で鉢合わせになると、「競り合い」が行われる。各々の山車には手古舞役の厚化粧の少年少女が3～10名ほど出る。手古舞以外の少年少女は化粧しない。
また例年、多摩ケーブルネットワークで中継される。

## 山車と山車人形
山車は、先述のように計12の町の囃子連たちによって曳かれる。元来の祭礼町は住江町（新宿。提灯には「宮本」）（墨江町囃子連）、本町（下町）（本町囃子連）、仲町（英町）（仲町囃子連）、上町（福井町）（旭連）、森下町（鶯町、溝端）（森若囃子連）の五町 で、この五町から山車が出た。戦後、これに近隣の町である滝ノ上町（滝ノ上囃子連と千ヶ瀬町の『ち友連』との合同）、大柳町（大柳町共和会囃子連）、天ヶ瀬町（天ヶ瀬町囃子連）、裏宿町（裏宿囃子連）が加わり、更に後には勝沼町（勝沼囃子会）、西分町（西分町囃子連）、日向和田（日向和田囃子連）の山車が加わった。（勝沼町、西分町、日向和田町は住吉神社の氏子町ではない）（山車を曳くようになったのは明治5年頃と言われている）
山車人形は、曳かれる山車の上部に置かれていたもので、1911年（明治44年）に電線が敷設されたため三層の山車を現在のような屋台型に改造し、その後は各町の人形場（祭典事務所）で展示されている。その内、森下町の山車人形・武内宿禰は、嘉永年間製作のものとされ、もと神田三河町四丁目の山車人形であり、神田祭でも曳かれていたという（製作者は花川戸の住人、都梁斉・法橋仲秀英）。本町は神功皇后と武内宿禰が皇子（後の応神天皇）を抱いたもので、三代目原舟月の作。1884年（明治17年）に東京・神田岩本町から山車と共に購入したものである。上町の日本武尊は明治5年に浅草福井町から贈られたものと言われている。神功皇后（住江町）はお歯黒を付け引眉しているが静御前（仲町）は引眉せず歯は白いままである。昭和43年にこれらの5町の山車人形は市の有形民俗文化財に指定された。

## 居囃子
会場を練り歩く各町の山車の他にも各地域の居囃子が青梅大祭に参加している（祭礼に参加の囃子連は年によって異なる）。
- 師岡囃子連
- 駒木町囃子連
- 二俣尾桃花連
- 上長淵囃子連
- 和田町囃子保存会
- 藤若囃子連
- 下長淵囃子連
- 友田町郷土芸能保存会
- 河辺町囃子保存会

また、青梅囃粋會（おうめそうすいかい）所属の団体など下記の居囃子団体も参加している。
- 今寺囃子連
- 谷野囃子連
- 塩船囃子連
- 黒澤囃子保存会
- 飯能市郷土芸能保存会

2019年には以下の囃子連も参加した。
- 立川おはやし保存会
- 鳳雛（ほうすう）の家五日市社中
- 羽黒三田神社（奥多摩町）囃子振興会
- 新町囃子連

## ギャラリー

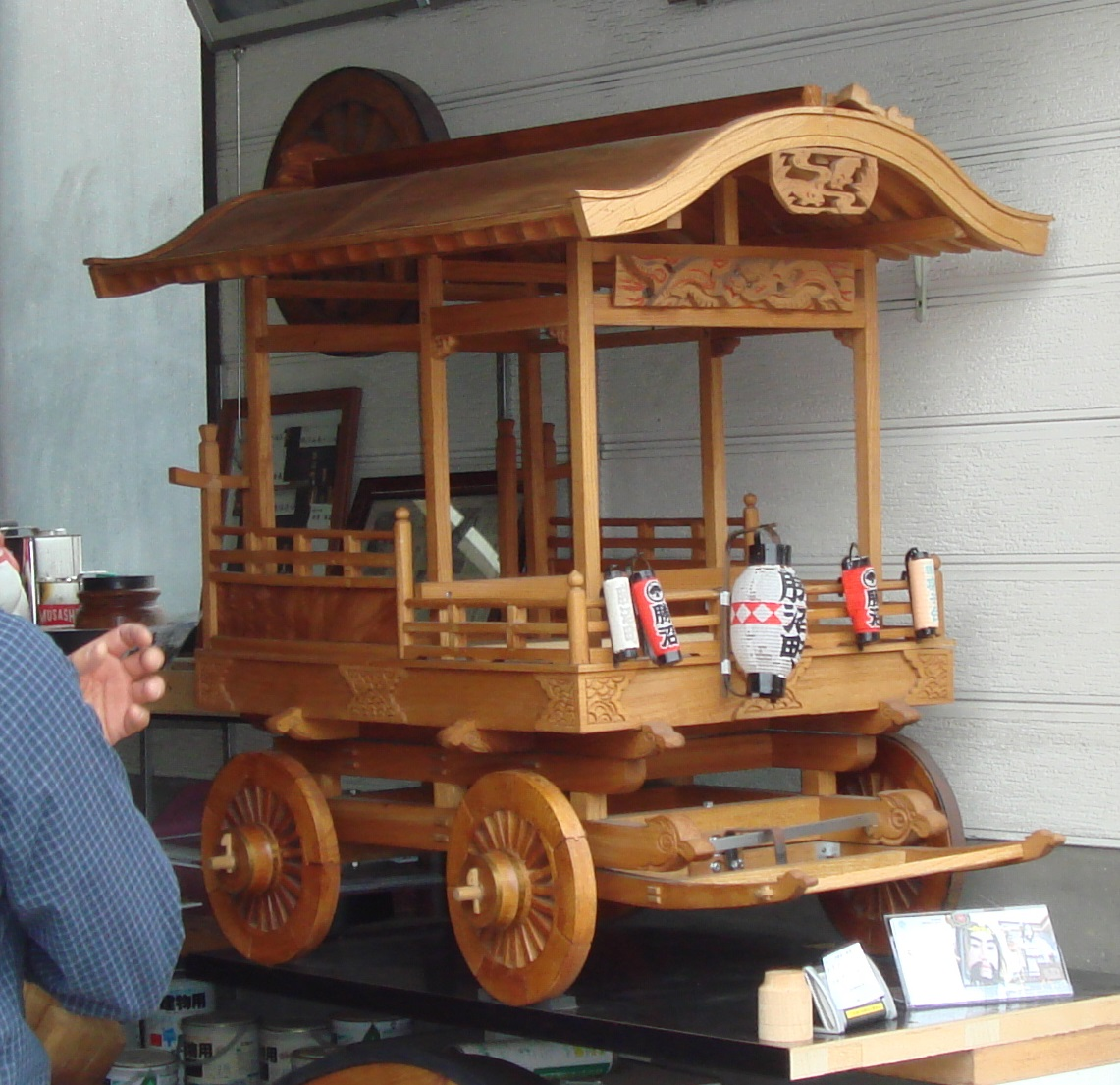
青梅大祭の山車のミニチュア
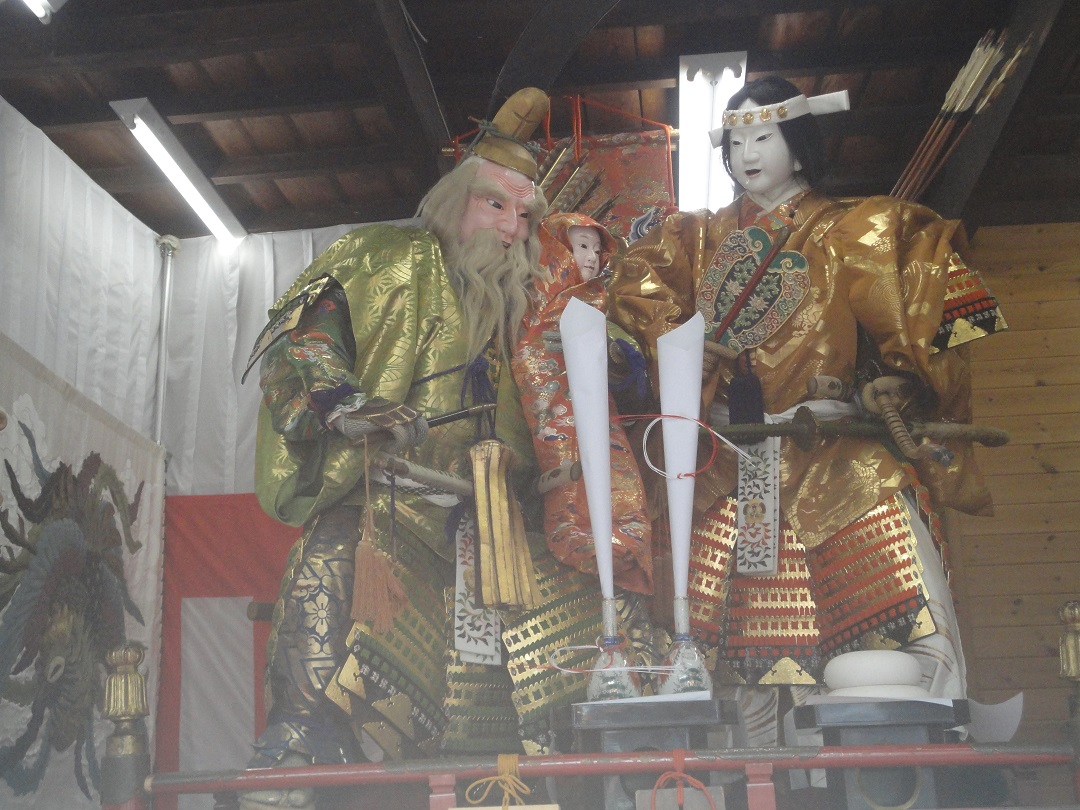
青梅大祭の山車人形（画像は本町の山車人形。神功皇后、皇子（後の応神天皇）と臣下の武内宿禰）
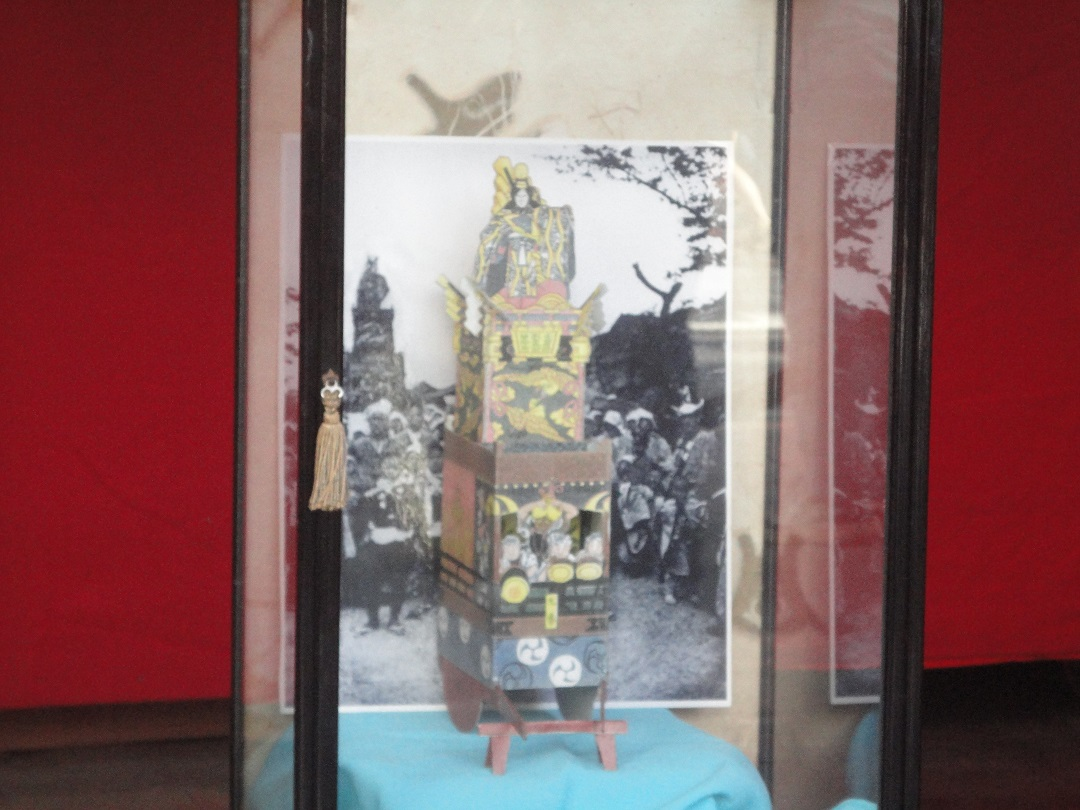
明治時代以前に山車人形が載せられた山車の模型
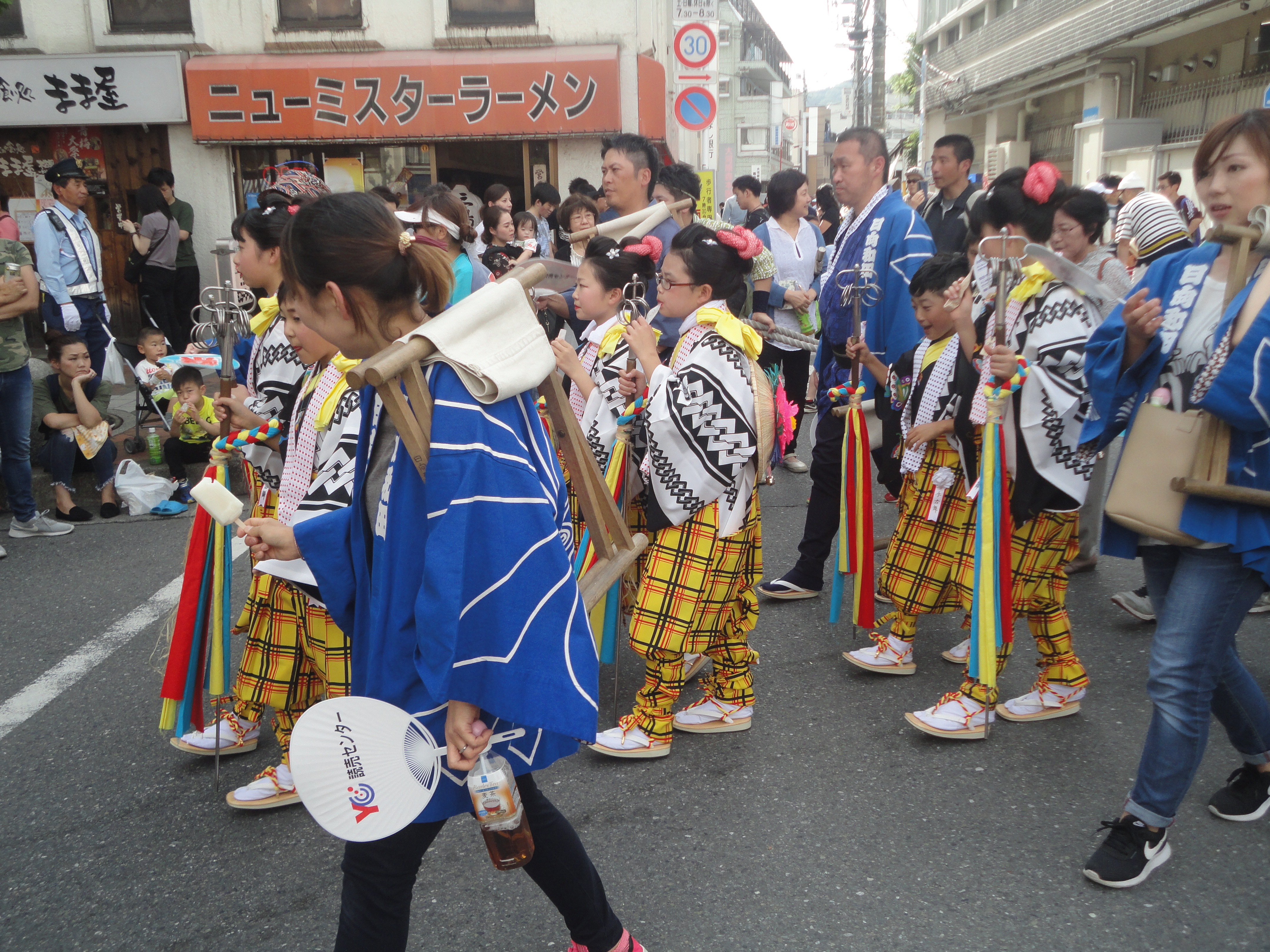
青梅大祭の手古舞
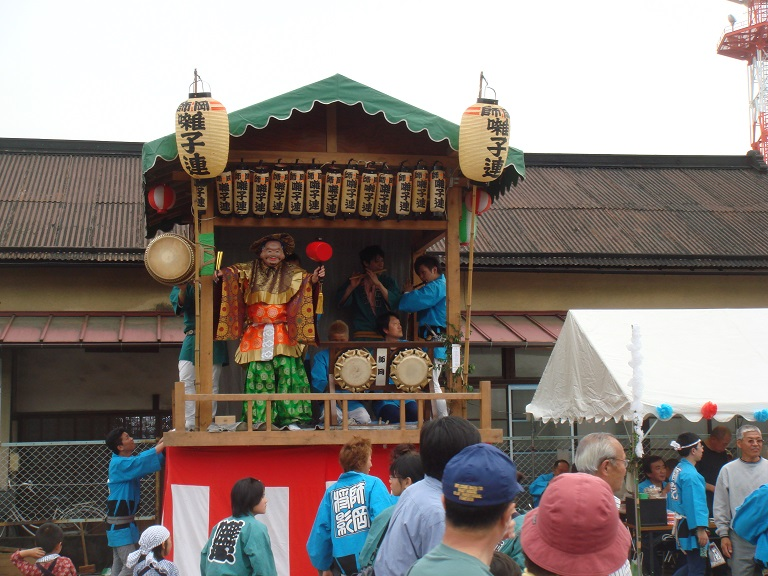
青梅大祭の居囃子
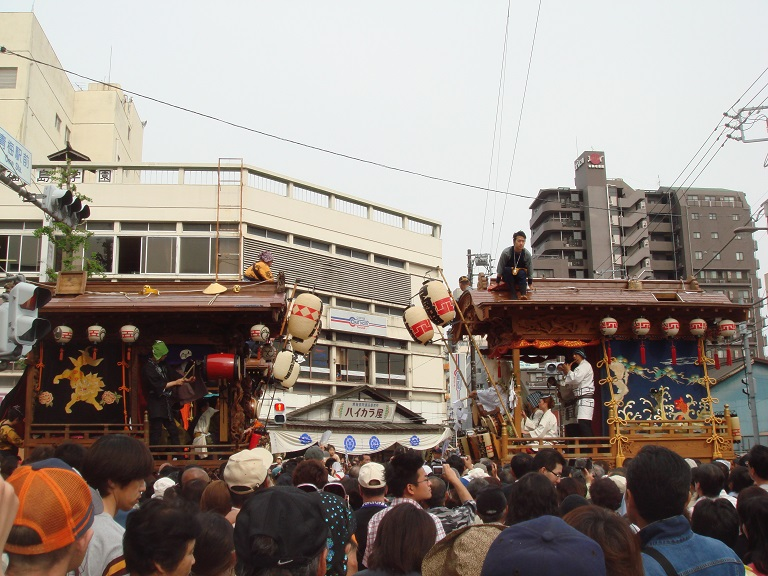
青梅大祭での山車同士の競り合い